# Blenina singaporica
Blenina singaporica är en fjärilsart som beskrevs av Embrik Strand 1917. Blenina singaporica ingår i släktet Blenina och familjen trågspinnare. Inga underarter finns listade i Catalogue of Life.